# Comitatenses

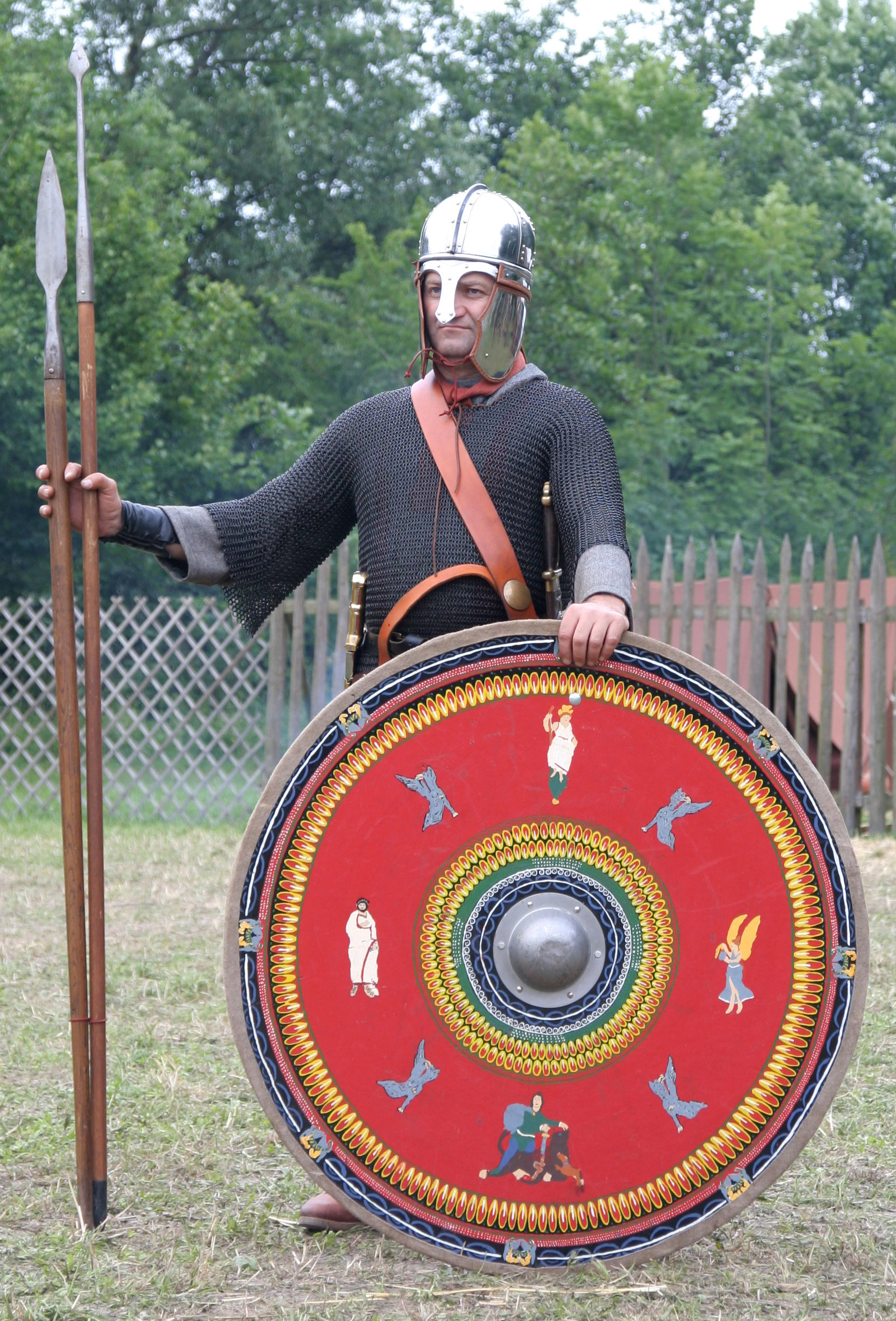
Legionair uit het eind van de derde eeuw (reconstructie)

Comitatenses is het Latijnse meervoud van comitatensis, oorspronkelijk de adjectieve vorm van comitatus ('gezelschap, groep, afdeling'; in de militaire context kreeg het de betekenis 'het veldleger'), hetgeen op zichzelf weer afstamt van Comes.

## Ontwikkeling
In de loop van de historie werd comitatenses de geaccepteerde, vervangende, naam van de Romeinse keizerlijke troepen (legioenen en hulptroepen) die niet slechts gelegerd waren aan de limes (verstevigde grenzen, de Rijn en Donau in Europa, bij Perzië en overal elders woestijnstammen) - de limitanei of ripenses, dat wil zeggen 'aan de kust' - maar meer mobiele parate troepen. De comitatenses stonden onder het militair gezag van een comes (waarvan de titel 'comte', graaf is afgeleid).
De reden voor deze veranderende militaire opbouw moet gezocht worden in de falende grensverdediging in de derde eeuw. De Romeinen beseften dat lineaire en statische verdedigingstelsel aan de grenzen niet goed meer werkte. Daarom werd een meer dynamische verdediging uitgedacht. Vanaf de vierde eeuw werd het gros van het leger, de comitatensis voortaan in het binnenland gelegerd, op goed gekozen strategische punten, van waaruit met volle kracht tegen eventuele invallers kon worden opgetrokken. De overgebleven eenheden, limitanei, werden vanaf toen gelegerd in stenen castella of castra. Bovendien werd er meer een beroep gedaan op de  'barbaarse' hulptroepen (Germanen, Goten en andere volkeren in Romeinse legerdienst), de zogenaamde foederati.
Op het einde van de 4e eeuw boette de comitatenses aan betekenis in door de instelling van nieuwe beweeglijke eenheden, de zogenaamde palatini, veldlegers die rechtstreeks onder het gezag van de keizer stonden.